# Molí de Bellver
Molí de Bellver és un antic molí de Bellver de Cerdanya (Baixa Cerdanya) inclòs a l'Inventari del Patrimoni Arquitectònic de Catalunya.

## Descripció
És un edifici de planta i tres pisos. L'aigua arriba al molí per una séquia d'un kilòmetre de llarg que ve del Segre. Totes les conduccions són antigues, fetes de fusta, i es comuniquen entre els pisos.
Actualment és una farinera i han substituït les moles per molins metàl·lics que aprofiten la força hidràulica i les instal·lacions antigues. Les moles originals del molí, de pedra natural, i les altres peces, es guarden per muntar de nou el molí tal com era en temps passat.